# آلبرت میونگ
آلبرت میونگ (انگلیسی: Albert Meyong؛ زادهٔ ۱۹ اکتبر ۱۹۸۰) بازیکن سابق فوتبال اهل کامرون است.
از باشگاه‌هایی که در آن بازی کرده‌است می‌توان به باشگاه فوتبال ویتوریا ستوبال، باشگاه ورزشی براگا، باشگاه فوتبال لوانته و باشگاه فوتبال بلننسس اشاره کرد.